# Construcciones y Auxiliar de Ferrocarriles

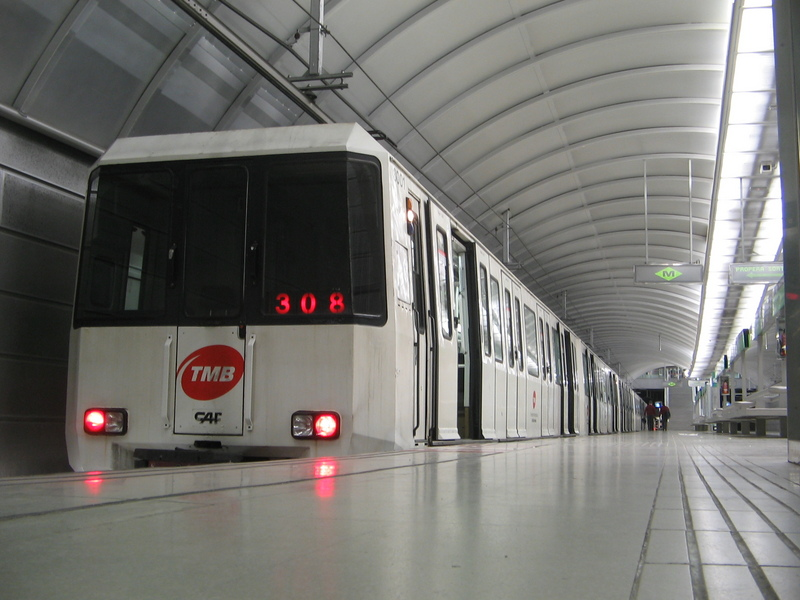
Un tren de la sèrie 3000 del Metro de Barcelona, dissenyat per CAF

Construcciones y Auxiliar de Ferrocarriles (CAF) és una empresa espanyola dedicada al disseny, fabricació i manteniment de trens i material ferroviari. Cotitza al Mercat Continu de les borses de Madrid (BMAD CAF), Barcelona (BBCN CAF), Bilbao i València.
CAF ha subministrat material mòbil a les xarxes de metro de Bilbao, Barcelona, Madrid o Hong Kong, entre d'altres.
També ha dissenyat trens d'alta velocitat, regionals i rodalia per a Renfe i subministra ferroviàries a empreses com FGC, FGV o SFM.